# گرینوود (کارولینای جنوبی)
گرینوود(به انگلیسی: Greenwood) شهری در ایالت کارولینای جنوبی کشور ایالات متحده آمریکا است که جمعیت آن در سرشماری سال ۲۰۱۰ میلادی، ۲۳٬۲۲۲ نفر بوده‌است.